# Хобит: Пущинакът на Смог
„Хобит: Пущинакът на Смог“ (на английски: The Hobbit: The Desolation of Smaug) e епичен фентъзи приключенски филм от 2013 г., режисиран от Питър Джаксън, със сценарий от Фран Уолш, Филипа Бойенс, Джаксън и Гийермо дел Торо, базиран на романа Хобитът от Дж. Р. Р. Толкин. Филмът е продължение на Хобит: Неочаквано пътешествие (2012) и втора част от трилогията Хобит, действаща като предистория на трилогията Властелинът на пръстените на Джаксън.
Филмът проследява главния герой Билбо Бегинс, докато той продължава да придружава Торин Дъбощит и неговата дружина от джуджета в мисията да отвоюват Самотната планина от дракона Смог. Преследват ги отмъстителните орки Азог Осквернителя и неговият син Болг, докато Гандалф Сивия разследва завръщането на отдавна забравена зла сила в руините на Дол Гулдур. Актьорският ансамбъл включва Иън Маккелън, Мартин Фрийман, Ричард Армитидж, Бенедикт Къмбърбач, Еванджелин Лили, Лий Пейс, Люк Евънс, Кен Стот, Джеймс Несбит и Орландо Блум.
Филмите са заснети едновременно в 3D при скорост на прожектиране от 28 кадъра в секунда, като основните записи се провеждат около Нова Зеландия и в Пайнуут Студиос. Допълнителни снимки се направени през май 2012 г.
Премиерата на филма Пущинакът на Смог, разпространяван от Уорнър Брос Пикчърс, е в Лос Анджелис на 2 декември 2012 г. и след това на 12 декември в Нова Зеландия и на 13 декември в България и Съединените щати. Филмът получава предимно положителни отзиви и събира над 745 милиона долара в световния боксофис, което го прави четвъртият най-касов филм за 2013 г. Филмът получава множество отличия; на 86-ата церемония по връчване на наградите на Академията е номиниран за най-добър звуков монтаж, най-добър звук и най-добри визуални ефекти.
Последната част от трилогията, Хобит: Битката на петте армии, излиза през 2014 г.

## Сюжет
Торин Дъбощит и неговата дружина са преследвани от Азог и неговия легион от орки. Торин и компания са отведени от Гандалф в близкия дом на Беорн, кожосменяч, който може да приема формата на мечка. Същата нощ Азог е призован в Дол Гулдур от Некроманта, който му заповядва да организира силите си за война. Азог делегира лова на Торин на сина си Болг. Беорн придрежава дружината до границите на Мраколес, където Гандалф открива черна реч, отпечатана върху стара руина. Това, както и разговора с Галадриел, го карат да проучи гробниците на Назгулите. Той предупреждава компанията да остане на пътя, преди да тръгне. Когато навлизат в гората, те губят пътя си и са впримчени от гигантски паяци. Билбо освобождава джуджетата с помощта на своя пръстен. Въпреки това, Билбо започва да разбира тъмното му влияние, след като изпуска пръстена и брутално убива паяк, за да си го върне.
Останалите паяци са убити от горските елфи, водени от Тауриел и Леголас, които залавят джуджетата и отвеждат Торин при своя крал Трандуил. Торин се изправя срещу краля относно пренебрегването му към джуджетата от Еребор след атаката на Смог преди 60 години и впоследствие е затворен с другите джуджета. Билбо, след като е избегнал залавянето, организира бягството им чрез празни бъчви за вино, които са изпратени надолу по течението. Те са преследвани от горските елфи и нападнати от Болг и неговата група орки, участвайки в бягаща тройна битка надолу по реката. Джуджетата успяват да избягат и от двете групи преследвачи, но Кили ранен с моргулска стрела. Трандуил затваря своето кралство, когато пленник от орки разкрива, че зла армия се натрупва на юг, но Тауриел решава да напусне и да помогне на джуджетата; Леголас тръгва след нея. Междувременно Гандалф и Радагаст проучват гробниците на Назгулите, които намират за празни.
Дружината е вкарана нелегално в Есгарот от Бард. Торин обещава на старейшината на Езерния град дял от съкровището в планината и те получават оръжия и отиват в планината. Поради нараняването си, Кили е принуден да остане в дома на Бард, обгрижван от Фили, Оин и Бофур. Билбо открива скрития вход в Самотната планина и е изпратен вътре, за да вземе камъка Аркен. Въпреки това, той случайно събужда Смог, който разкрива познанията си както за заговора на джуджетата, така и за завръщането на Саурон.
В Езерния град се разкрива, че Бард е потомък на последния владетел на Дейл и притежава последната черна стрела, способна да убие Смог. Той се опитва да отнесе черната стрела до градския арбалет, страхувайки се какво може да се случи в планината. Той обаче е арестуван от старейшината, като Бард възлага на сина си да скрие стрелата. Болг и неговата група орки проникват в града и атакуват четирите джуджета, но Тауриел и Леголас пристигат и бързо ги отбъскват.
Междувременно Гандалф прониква сам в Дол Гулдур, след като изпраща Радагаст да предупреди Галадриел за откритието им в гробниците. Той намира и лекува Трейн, преди да бъдат нападнати от засадата на Азог. Некроманта надвива и побеждава Гандалф и се разкрива като Саурон. Гандалф гледа безпомощно как Азог и армия от орки маршируват от Дол Гулдур към Самотната планина.
Вътре в планината, по време на дълго преследване, Билбо и джуджетата разпалват отново ковачницата на планината, използвайки пламъците на Смог и разтопяват голяма златна статуя, надявайки се да погребат Смог жив в разтопеното злато. Те го правят, но Смог излиза от златото и отлита от планината, за да унищожи Езерния град, докато Билбо наблюдава отчаяно.

## Актьорски състав
| Актьор             | Роля                |
| ------------------ | ------------------- |
| Мартин Фрийман     | Билбо Бегинс        |
| Иън Маккелън       | Гандалф             |
| Бенедикт Къмбърбач | Смог / Некромантът  |
| Люк Евънс          | Бард Стрелеца       |
| Еванджелин Лили    | Тауриел             |
| Лий Пейс           | Трандуил            |
| Стивън Фрай        | господар на Есгарот |
| Орландо Блум       | Леголас             |
| Кейт Бланшет       | Галадриел           |
| Микаел Персбранд   | Беорн               |
| Силвестър Маккой   | Радагаст            |
| Ману Бенет         | Азог                |
| Лорънс Макоаре     | Болг                |
| Антъни Шер         | Трейн II            |

| 13-те джуджета  | 13-те джуджета |
| --------------- | -------------- |
| Ричард Армитидж | Торин Дъбощит  |
| Греъм Мактавиш  | Дуалин         |
| Кен Стот        | Балин          |
| Ейдън Търнър    | Кили           |
| Дийн О'Горман   | Фили           |
| Марк Хадлоу     | Дори           |
| Джед Брофи      | Нори           |
| Адам Браун      | Ори            |
| Джон Калън      | Оин            |
| Питър Хамбълтън | Глоин          |
| Уилям Киршър    | Бифур          |
| Джеймс Несбит   | Бофур          |
| Стивън Хънтър   | Бомбур         |

## Награди и номинации
| Категория                                    | Номиниран(и)                                               | Резултат               |
| Оскар (2 март 2014 г.)                       | Оскар (2 март 2014 г.)                                     | Оскар (2 март 2014 г.) |
| -------------------------------------------- | ---------------------------------------------------------- | ---------------------- |
| Най-добри визуални ефекти                    | Най-добри визуални ефекти                                  | номинация              |
| Най-добър звук                               | Най-добър звук                                             | номинация              |
| Най-добър звуков монтаж                      | Най-добър звуков монтаж                                    | номинация              |
| Награда на БАФТА (16 февруари 2014 г.)       |                                                            |                        |
| Най-добри грим и прически                    | Най-добри грим и прически                                  | номинация              |
| Най-добри специални визуални ефекти          | Най-добри специални визуални ефекти                        | номинация              |
| Сателит (23 февруари 2014 г.)                |                                                            |                        |
| Най-добра оригинална песен                   | „I See Fire“                                               | номинация              |
| Сатурн (26 юни 2014 г.)                      |                                                            |                        |
| Най-добри декори                             | Най-добри декори                                           | награда                |
| Най-добър фентъзи филм                       | Най-добър фентъзи филм                                     | номинация              |
| Най-добър грим                               | Най-добър грим                                             | номинация              |
| Най-добри специални ефекти                   | Най-добри специални ефекти                                 | номинация              |
| Най-добър режисьор                           | Питър Джаксън                                              | номинация              |
| Най-добър сценарий                           | Фран Уолш, Филипа Бойенс, Питър Джаксън и Гилермо дел Торо | номинация              |
| Най-добра актриса в поддържаща роля          | Еванджелин Лили                                            | номинация              |
| Най-добра музика                             | Хауърд Шор                                                 | номинация              |
| Емпайър (30 март 2014 г.)                    |                                                            |                        |
| Най-добър научнофантастичен или фентъзи филм | Най-добър научнофантастичен или фентъзи филм               | награда                |
| Най-добър мъжки дебют                        | Ейдън Търнър                                               | награда                |
| Най-добър филм                               | Най-добър филм                                             | номинация              |
| Най-добър режисьор                           | Питър Джаксън                                              | номинация              |
| Най-добър актьор                             | Мартин Фрийман                                             | номинация              |
| Най-добър актьор в поддържаща роля           | Ричард Армитидж                                            | номинация              |
| Най-добра актриса в поддържаща роля          | Еванджелин Лили                                            | номинация              |